# Stadt Der Verlorenen Seelen
Stadt Der Verlorenen Seelen (La ciutat de les ànimes perdudes) és una pel·lícula alemanya del 1983 dirigida per Rosa von Praunheim. La pel·lícula és una sàtira musical de baix pressupost, un relat de ficció sobre la vida espantosa d'un grup d'excèntrics artistes de cabaret que han vingut d'Amèrica a Berlín a la recerca d'acceptació social i un lloc on donar ple regnat a la seva naturalesa creativa. Protagonitzada per l'actriu, cantant afroamericana i drag-queen Angie Stardust, la cantant punk transgènere Jayne County i la travesti Tara O'Hara. County va donar el títol a la pel·lícula i va escriure el seu tema principal.

## Repartiment
- Jayne County com a Leila
- Angie Stardust com ella mateixa
- Manfred Finger com ell mateix
- Judith Flex com a Judith
- Helga Goetze com a ella mateixa
- Gerhard Helle com a Gerhard
- Rolf Holzhütter com a Rolf
- Lotti Huber - 'sense nom'
- Katja Kunik - "sense nom"
- Joaquín La Habana com ell mateix
- Burghard Mauer - "sense nom"
- Gary Miller com a Gary
- Lorraine Muthke com Loretta
- Tara O'Hara com a ella mateixa
- Rainer-Götz Otto - "sense nom"
- Wolfgang Schumacher - "sense nom"